# توموهيرو نيشيمورا
توموهيرو نيشيمورا (西村朋紘, الكتابة الحقيقية لاسمه:西村智博) هو مؤدي أصوات ياباني ولد في 2 فبراير 1961 في أساهيكاوا، هوكّايدو.

## أدواره في الأنمي

### مسلسلات أنمي نلفزيونية
- ديث نوت - مات، تاكوو شيبويمارو/شيبوتاكو
- بيرسيرك - كوركس
- ترايجان - ميدفالي ذا هورنفريك
- تنبو إيبون أياكاشي أياشي - هاناي تورايتشي
- المنافس الشرس كايجي - أوكاباياشي

### أوفا أنمي
- يوروتسكيدوجي - أمانوجاكو
- ماكروس بلاس - يانغ نيومان

## وصلات خارجية
- توموهيرو نيشيمورا على موقع IMDb (الإنجليزية)
- توموهيرو نيشيمورا على موقع ألو سيني (الفرنسية)
- توموهيرو نيشيمورا على موقع ميوزك برينز (الإنجليزية)
- توموهيرو نيشيمورا على موقع ميوزك برينز (الإنجليزية)
- توموهيرو نيشيمورا على موقع قاعدة بيانات الفيلم (الإنجليزية)
- توموهيرو نيشيمورا على موقع كينوبويسك (الروسية)
- توموهيرو نيشيمورا على موقع ANN person (الإنجليزية)